# Margrith Bigler-Eggenberger
Pour les articles homonymes, voir Eggenberger.
Margrith Bigler-Eggenberger, née le 14 mars 1933 à Niederuzwil (originaire  de Grabs, puis de Köniz) et morte le 5 septembre 2022 à Saint-Gall, est une juriste suisse, première femme à être élue au Tribunal fédéral suisse.

## Biographie

### Enfance
Margrith Eggenberger naît le 14 mars 1933 à Niederuzwil, dans le canton de Saint-Gall. Originaire de Grabs, dans le même canton, elle est la fille de Mathias Eggenberger (de), conseiller national et conseiller aux États socialiste du canton de Saint-Gall. Elle grandit dans une famille politisée, avec trois sœurs et un frère. Selon un portrait de la NZZ en 2019, sa famille accueille des réfugiés juifs pendant la Seconde Guerre mondiale. Sa mère fonde le groupe local des femmes socialistes,.

### Études
Margrith Eggenberger fréquente l'école cantonale de Saint-Gall et obtient la maturité en 1953. Elle étudie ensuite le droit aux universités de Genève et de Zurich, contre l'avis initial de son père. Dans les auditoires zurichois, elle fait partie de la demi-douzaine de femmes étudiant le droit,.
Elle déménage ensuite à Berne pour écrire sa thèse de doctorat sur la réinsertion sociale des récidivistes, et l'obtient 1959 à la Haute école de Saint-Gall (HSG) avec une thèse en criminologie,,.

### Parcours professionnel et politique
Après son doctorat, elle déménage avec son mari à Ins, et travaille auprès du tribunal régional d'Erlach, puis travaille comme greffière à l'Obergericht du canton de Soleure.
En 1961, elle obtient le brevet d'avocat dans le canton de Saint-Gall, exerçant à Saint-Gall et à Bienne. Elle enseigne le droit des assurances sociales à Haute école de Saint-Gall dès 1967. La même école lui octroie un doctorat honoris causa en 1974. La même année, elle est élue au Grand Conseil du canton de Saint-Gall. De 1969 à 1974, elle siège la Commission de recours en matière AVS/AI.

### Première femme au Tribunal fédéral
En 1974, elle est proposée par le Parti socialiste pour prendre un siège au Tribunal fédéral, même si certains membres de ce même groupe y sont opposés. Pour préparer cette élection, elle soumet un curriculum vitae, qui sera caviardé par un fonctionnaire de l'administration fédérale inconnu. Elle est élue le 5 décembre 1974 à une très courte majorité (118 voix avec une majorité absolue requise de 102,) et siège jusqu'en 1994. Le journal local Die Ostschweiz, proche du PDC, titre le jour suivant son élection « Eine Mörderin ins Bundesgericht » (« une meurtrière au Tribunal fédéral »), en raison de ses prises de parole en faveur de l'interruption volontaire de grossesse,. En plus d'être la première femme, elle est aussi la plus jeune juge (41 ans en 1974). Selon Bigler-Eggenberger, un collègue juge refuse de lui adresser la parole pendant cinq ans,, contrairement aux juges fédéraux tessinois, particulièrement ouverts d'esprits selon elle.
Elle siège dans la cour traitant l'affaire Loup c. Conseil d'État du canton de Neuchâtel (dit « Lohngleichheitsprozess » en allemand, car touchant l'égalité salariale), et décide, comme la majorité des juges impliqués, d'annuler une décision du canton de Neuchâtel discriminant les femmes au niveau de leur salaire dans l'éducation.
Elle préside entre autres la section de droit de la poursuite et de la faillite de la IIe Cour de droit civil.

### Activités après le Tribunal fédéral
Après avoir siégé à la Haute Cour, elle enseigne l'histoire sociale à la Haute école de Saint-Gall.
Elle publie en 2003 son ouvrage « de référence » Justitias Waage.

### Vie privée
En 1959, elle épouse Kurt Bigler (de), né Bergheimer, survivant juif de la Shoah, professeur en pédagogie à la Haute école de Saint-Gall. Il décède en 2007.
Elle se définit comme féministe, ce qui signifie, pour elle, faire en sorte que les femmes aient les mêmes chances que les hommes dans tous les domaines (en politique, au travail, dans la famille, dans la société),.
Elle meurt le 5 septembre 2022 à l'âge de 89 ans à Saint-Gall,.

## Publications
- (de) Margrith Bigler-Eggenberger et Eidg. Büro für die Gleichstellung von Frau und Mann, Justitias Waage - wagemutige Justitia?, Bâle, Helbing & Lichtenhahn, 2003, 378 p. (ISBN 3-7190-2219-6).
  - Margrith Bigler-Eggenberger, Et si la justice ôtait son bandeau?, Genève/Bâle, Helbing & Lichtenhahn, 2003, 376 p. (ISBN 3-7190-2218-8).
- (de) Margrith Bigler-Eggenberger, « Art. 4 Abs. 2/ 8 Abs. 3 BV - eine Erfolgsgeschichte? », Schweizerisches Zentralblatt für Staats- und Verwaltungsrecht,‎ 2005, p. 57-80 (ISSN 1422-0709, lire en ligne).
- (de) Margrith Bigler-Eggenberger, « Das erste Richterin am Bundesgericht », dans Revital Ludewig, Kathleen Weislehner et Evelyne Angehrn, Zwischen Recht und Gerechtigkeit : Richterinnen im Spiegel der Zeit, Bern, Stämpfli, 2007, 203 p. (ISBN 978-3-7272-2042-5).
- (de) Margrith Bigler-Eggenberger, « Juristin ohne Stimm- und Wahlrecht », dans Femmes juristes suisses, Femmes juristes suisses: différentes!, Berne, Weblaw, 2014, 186 p. (ISBN 978-3-906230-30-6).